# Regimentul 34 Infanterie (1916-1918)
Regimentul 34 Infanterie a fost o unitate de nivel tactic care s-a constituit la 14/27 august 1916, prin mobilizarea unităților și subunităților existente la pace aparținând de Regimentul Constanța No. 34. Regimentul a făcut parte din organica Brigăzii 17 Infanterie, fiind dislocat la pace în garnizoana Constanța. La intrarea în război, Regimentul 34 Infanterie a fost comandat de colonelul Constantin Rășcanu. Regimentul 34 Infanterie a participat la acțiunile militare pe frontul românesc, pe toată perioada războiului, între 14/27 august 1916 - 28 ocotmbrie/11 noiembrie 1918.
Drapelul de luptă al regimentului a fost decorat cu cea mai înaltă distincție de război, Ordinul „Mihai Viteazul”, clasa III:
„Pentru vitejia și avântul cu care au luptat ofițerii, subofițerii și soldații regimentului, în crâncenele lupte ce s-au desfășurat la sud de Mărășești în zilele de 27 și 28 iulie 1917. În noaptea de 26-27 iulie au ocupat poziția rusă care consta aproape numai din măști individuale și fără să aibă vreo apărare accesorie. În ziua de 28 iulie după  un violent bombardament de distrugere, trupe covârșitoare de infanterie, din Divizia XII Bavareză, au dat 3 atacuri puternice, pe care însă le-a respins acest eroic regiment, apoi contraatacând cu furie, respinge și urmărește pe inamic până în a 2-a linie a lui și îi capturează 2 mitraliere și 62 prizonieri. La 28 iulie efectivul regimentului deși redus la un singur batalion din cauza pierderilor precedente, pornește din ziuă la un nou atac și atinge toate obiectivele ordonate, dând dovadă de un înălțător spirit de sacrificiu.”
Înalt Decret no. 3651 din 12 decembrie 1918

## Decorații
- Ordinul „Mihai Viteazul”, clasa III[3]